# 케니 뤼브케
케니 뤼브케(Kenny Lübcke, 1966년 6월 20일 ~ )는 덴마크의 가수이다. 유로비전 송 콘테스트 1992에서 로테 페데르와 함께 덴마크 대표로 참가했다.